# کلی کاوزنز
کلی کاوزنز (انگلیسی: Kelly Cousins؛ زادهٔ ۱۱ ژانویهٔ ۱۹۸۶) بازیکن سابق و مربی کنونی فوتبال اهل انگلستان است که به عنوان مدیر ورزشی باشگاه آمریکایی یوتا رویالز اف سی در لیگ ملی فوتبال زنان (NWSL) خدمت می‌کند. او پیش از این مدیریت باشگاه انگلیسی و مدیر فوتبال ریدینگ در سوپر لیگ زنان (WSL) را بر عهده داشت.